# Henri II de Brandebourg
Pour les articles homonymes, voir Henri II.
Henri II, dit l'Enfant (en allemand : Heinrich das Kind), né vers 1308 et mort en juillet 1320, fut margrave de Brandebourg de 1319 à sa mort. Son décès marqua la fin de la maison d'Ascanie régnant sur le Brandebourg depuis la prise de possession d'Albert l'Ours en 1157.

## Biographie
Henri II est le fils aîné du margrave Henri Ier, dit sans Terre, et de son épouse Agnès de Wittelsbach († 1345), fille du duc Louis II de Bavière et sœur du futur roi et empereur Louis IV.
Son père a longtemps été exclus de toute activité du gouvernement qui était effectué par ses demi-frères aînés Jean II, Othon IV et Conrad Ier. À la mort de l'empereur Henri VII de Luxembourg en 1313, son neveu Valdemar proposa sa candidature en tant que roi des Romains, il a cependant refusé et a opté en faveur de son beau-frère Louis IV. Henri Ier meurt le 14 février 1318 et son cousin Valdemar, margrave depuis 1308, se chargea alors de la tutelle de son fils mineur.
L'année suivante, Valdemar lui-même meurt sans laisser de descendants et Henri II, à l'âge de onze ans, lui succéda. Cette situation offre la possibilité au duc Warcisław IV de Poméranie, le voisin du Nord, d’agrandir son territoire. En effet, il se fait nommer tuteur de l’héritier ce qui a engendré un conflit avec le duc ascanien Rodolphe Ier de Saxe. Henri II s'est vu déclaré d'âge légal par son oncle maternel, le roi Louis IV ; toutefois, il n'a pas été inféodé avec le Brandebourg.
Henri II meurt sans descendance en juillet 1320 et a été enterré dans l'église Sainte-Marie à Prenzlau. Sa mort marque l'extinction de la lignée des margraves ascaniens ; après trois ans d'interrègne où le fief impérial est gouverné par le roi Louis IV, le Brandebourg passe à son fils aîné Louis V. En conflit avec les dynasties rivales des Luxembourg et des Habsbourg, les Wittelsbach régnaient le pays pendant les cinquante années à venir.

## Source
- Anthony Stokvis, Manuel d'histoire, de généalogie et de chronologie de tous les États du globe, depuis les temps les plus reculés jusqu'à nos jours, préf. H. F. Wijnman, éditions Brill Leyde 1890-1893, réédition 1966, volume III, chapitre VIII « Généalogie des Margraves de Brandebourg. Maison d'Ascanie » . Tableau généalogique n° 7.